# Hymedesmia digitata
Hymedesmia digitata är en svampdjursart som beskrevs av William Lundbeck 1910. Hymedesmia digitata ingår i släktet Hymedesmia och familjen Hymedesmiidae. Inga underarter finns listade i Catalogue of Life.